# GTA
|  | «GTA» redirigeix aquí. Vegeu-ne altres significats a «Grand Theft Auto (saga)». |

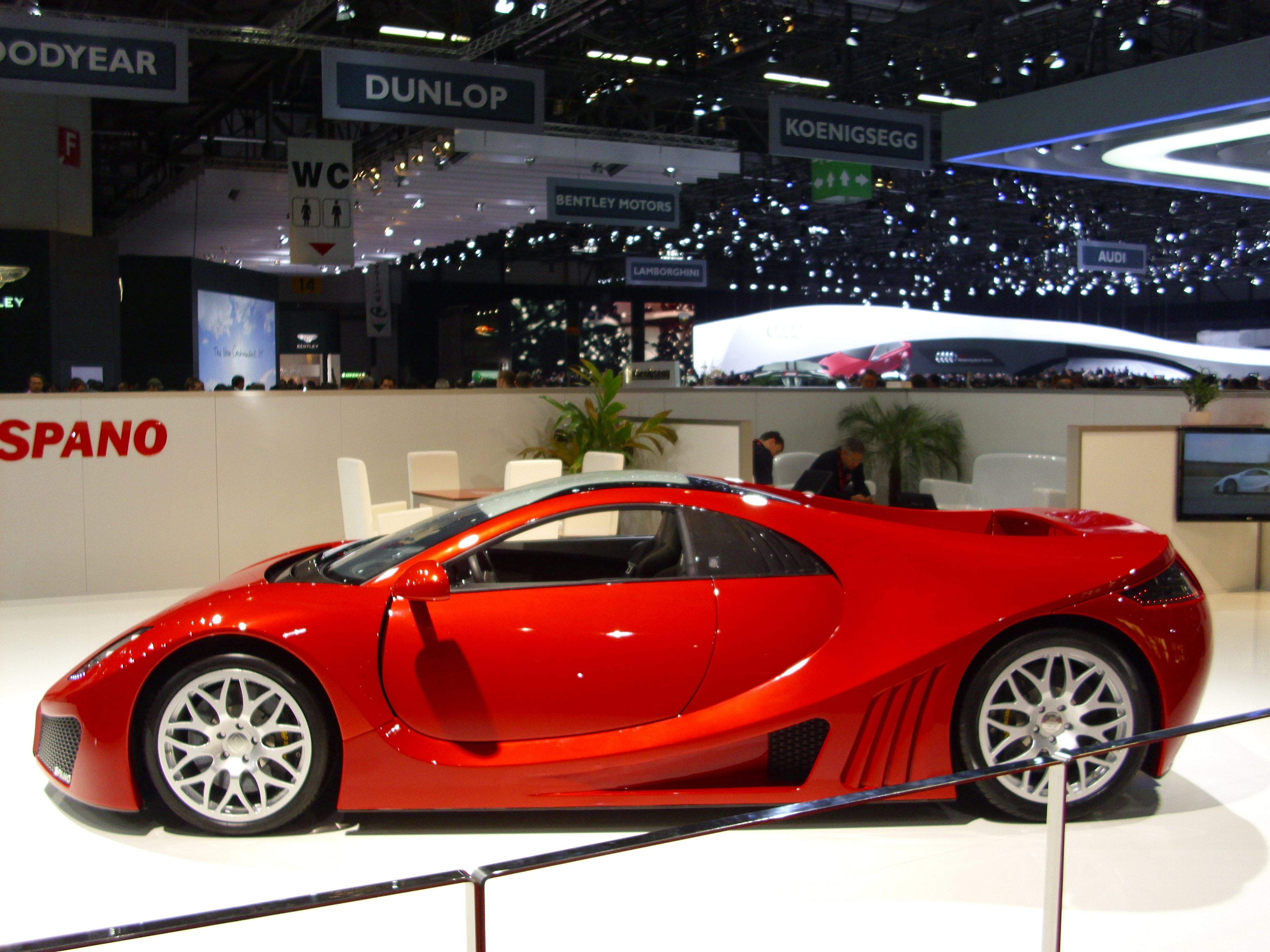
Un GTA Spano del 2011

GTA és una marca valenciana d'automòbils superesportius, fabricats per l'empresa Spania GTA Tecnomotive S.L. a Riba-roja de Túria (Camp de Túria). Fundada el 2005 per Domingo Ochoa i amb seu social a Torrent (Horta Sud), l'empresa és la successora de GTA Motor Competición, una antiga escuderia dirigida pel mateix Ochoa que competí en Fórmula 3 entre el 2001 i el 2004 amb pilots d'alt nivell, entre ells Jaume Alguersuari i Borja García.
Spania GTA Tecnomotive dissenyà i desenvolupà el seu primer model, el GTA Concept, i el presentà el 2008 amb el nom definitiu de GTA Spano. Aquest exclusiu superesportiu es començà a produir el 2011, en una única sèrie de només 99 unitats sota comanda, i fou finalment comercialitzat el 2013.